# Upinder Singh
Upinder Singh (22 juni 1959) is een Indiase historicus. In augustus 2014 werd zij aangesteld als hoofd van de afdeling Geschiedenis van de Universiteit van Delhi.
Upinder is de dochter van Manmohan Singh, voormalig premier van India, en Gursharan Kaur, hoogleraar geschiedenis, en is getrouwd met Vijay Tankha, hoogleraar filosofie. Ze studeerde oude Indiase geschiedenis aan het St. Stephen's College van de Universiteit van Delhi.
Van 1981 tot 2004 doceerde zij aan het St. Stephen's College. In 1985 deed zij onderzoek bij het Instituut Kern van de Universiteit Leiden en in 1991 promoveerde zij aan de McGill-universiteit in Montreal. Gebaseerd op haar proefschrift schreef zij in 1994 Kings, Brāhmaṇas, and temples in Orissa. An epigraphic study AD 300-1147.
In 1999 deed zij met een beurs van de Ancient India and Iran Trust/Charles Wallace India Trust onderzoek in Cambridge en Londen. In 2009 ontving zij de Infosys Prize. In 2010 gaf zij via het Erasmus Mundus-programma twee maanden gastcolleges aan de Katholieke Universiteit Leuven.

## Werken
- 1994: Kings, Brāhmaṇas, and temples in Orissa. An epigraphic study AD 300-1147, Munshiram Manoharlal Publishers
- 1999: Ancient Delhi, Oxford University Press
- 2004: The Discovery of Ancient India. Early Archaeologists and the Beginnings of Archaeology, Permanent Black
- 2004: Mysteries Of The Past. Archeological Sites In India, National Book Trust
- 2006: Delhi. Ancient History, Social Science Press
- 2008: A History of Ancient and Early Medieval India. From the Stone Age to the 12th century, Pearson Longman
- 2009: Ancient India. New Research, Oxford University Press met Nayanjot Lahiri
- 2011: Rethinking Early Medieval India, Oxford University Press
- 2013: The Problem of War. Perspectives from Ancient India, Unistar Books
- 2014: Asian Encounters. Exploring Connected Histories, Oxford University Press met Parul Pandya Dhar
- 2016: The Idea of Ancient India. Essays on Religion, Politics, and Archaeology, SAGE
- 2016: Buddhism in Asia. Revival and Reinvention, Manohar met Nayanjot Lahiri
- 2017: Political Violence in Ancient India, Harvard University Press